# 10137 Thucydides
10137 Thucydides este o planetă minoră (asteroid), cu un diametru de 3,291 km, din centura de asteroizi. A fost descoperită pe 15 august 1993 la observatoire de la Côte d'Azur⁠(d) de Eric Walter Elst și a fost numită după Tucidide. 
Obiectul prezintă o orbită caracterizată de o semiaxă mare de 2,4755518 UAi, o excentricitate de 0,2, o înclinație de 3,76263 ° în raport cu ecliptica.